# منتهی‌الارب
واژه‌نامۀ مُنتَهَی الاَرَب فی لغة العرب کتابی است جامع و اصیل که به دلیل انتخاب بهترین معادل‌های فارسی در برابر واژگان عربی و توانمندی در پاسخ‌گویی به نیازهای مترجمان در ترجمه متن‌های نظم و نثر کلاسیک عربی از ارزشمندترین واژه‌نامه‌های عربی به فارسی به شمار می‌رود و بیش از سایر واژه‌نامه‌های عربی به فارسی مورد توجه قرار گرفته‌است.
این کتاب نخستین بار دویست سال پیش در بمبئی چاپ سنگی شد. مؤلفش عبدالرحیم بن عبدالکریم صفی پوری شیرازی بود که بر اساس کتاب قاموس اللغه فیروزآبادی کارزینی فرهنگ‌نویسی خود را آغاز، سپس با استفاده از سایر فرهنگ‌ها آن را تکمیل کرد.
در مقدمۀ لغتنامه دهخدا دربارهٔ کتاب منتهی الارب نوشته شده: «این کتاب اکنون یکی از مناسب‌ترین و بزرگ‌ترین لغت‌نامه‌های عربی به فارسی در هندوستان و ایران به شمار می‌رود و مدارک عمده در کار تألیف فرهنگ ناظم الاطبا نفیسی در ایران و فرهنگ آنندراج در هند بوده است.»